# Avraham Botzer

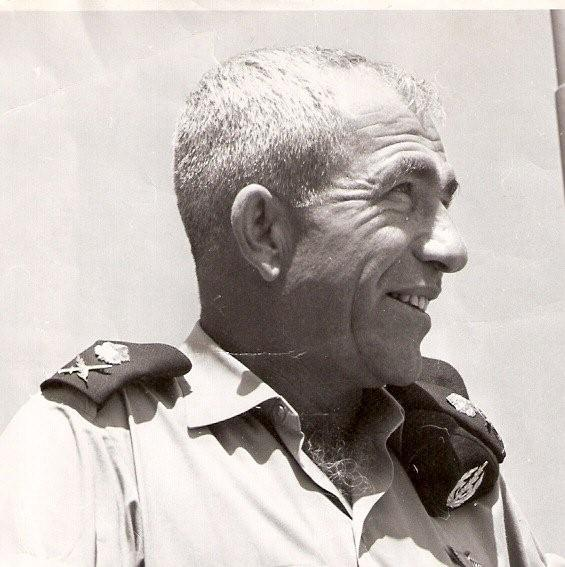
Avraham Botzer (1970)

Avraham „Tschita“ Botzer (hebräisch אברהם בוצר; * 25. Juli 1929 in Polen; † 2. Juni 2012 in Tel Aviv) war ein israelischer Konteradmiral (Aluf), der von 1968 bis 1972 der 8. Befehlshaber der israelischen Marine war.

## Leben

### Einwanderung nach Israel und Dienst in Palmach und Marine
Botzer, dessen Einwanderung (Alija) in das Völkerbundsmandatsgebiet für Palästina zusammen mit seinen Eltern 1936 erfolgte, trat 1946 der paramilitärischen Untergrundorganisation Palmach bei und nahm für diese 1947 an Operationen teil, um Juden nach dem Holocaust in das Mandatsgebiet zu schleusen. Bei einer dieser Aktionen wurde er festgenommen und in ein Internierungslager nach Britisch-Zypern ausgewiesen, allerdings nach zwei Wochen wegen seines Alters zurück nach Palästina zurückgesandt.
Nach dem Ausbruch des Palästinakrieges trat Botzer der neugegründeten Marine bei und verblieb im Militärdienst nach der Gründung des Staates Israel am 14. Mai 1948. Nach seiner Beförderung zum Kapitän zur See (Aluf Mischne) 1952 nahm er an zahlreichen Marineoperationen sowie den militärischen Interventionen während der Suezkrise im Herbst 1956 teil. Während des Sechstagekrieges im Juni 1967 war er Kommandant der Flotte im Roten Meer, die Scharm El-Scheich eroberten, das anschließend bis 1982 von israelischen Truppen besetzt wurde.

### Befehlshaber der israelischen Marine
Im September 1968 wurde Botzer zum Konteradmiral (Aluf) befördert und als Nachfolger von Schlomo Er'ell Befehlshaber der israelischen Marine.
In seine bis 1972 dauernde Amtszeit fiel der auch „Ermüdungskrieg“ genannte Abnutzungskrieg zwischen Israel und Ägypten in den Jahren von 1968 bis 1970 mit mehreren wichtigen militärischen Operationen wie die Operation Bulmus 6, bei der Sondereinsatzkräfte der israelischen Streitkräfte (IDF) in der Nacht vom 19. Juli 1969 gegen ein ägyptisches Radarfrühwarnsystem und eine ELINT-Station auf einer kleinen Insel im Golf von Suez überfielen.
Bei der Operation Escort sprengte eine israelische Kommandoeinheit am 7. September 1969 ein ägyptisches Torpedoboot an der Nordspitze des Golfs von Suez in die Luft. Diese Aktion war nach Ansicht der IDF notwendig zur Durchführung der Operation Raviv, einer äußerst erfolgreichen Invasion am Westufer des Golfs von Suez. Dabei kam es am 9. September 1969 zur Landung israelischer Marineeinheiten, um ein Vorgehen Israel gegen Ägypten am Roten Meer vorzubereiten.
Schließlich fand am 24. Dezember 1969 das Cherbourg-Projekt statt. Dabei handelte es sich um die Flucht von fünf Flugkörperschnellbooten aus der französischen Hafenstadt Cherbourg. Die Boote waren bereits von der Regierung Israels bezahlt worden, aber wegen des französischen Waffenembargos von 1969 noch nicht ausgeliefert worden. Die gesamte Operation wurde durch die israelische Marine geplant und erhielt nach dem Vornamen der Tochter des Kommandeurs der Operation, Kapitän zur See Benjamin „Bini“ Telem, auch den Codenamen Operation Noa.
Während seiner Zeit als Befehlshaber half Botzer beim enormen Umbau der Marine. Bis zu seinem Amtsantritt spielte die Marine nach den Boden- und Lufttruppen eine untergeordnete Rolle, ehe es während seiner Amtszeit zu einer Gleichrangigkeit der Teilstreitkräfte kam. Unter seinem Kommando erwarb die Marine drei U-Boote, Flugkörperschnellboot, Korvetten, Torpedos und Lenkflugkörper, die allesamt während des Jom-Kippur-Krieges im Oktober 1973 unerlässlich waren.
Am 1. September 1972 schied er aus dem aktiven Militärdienst aus und wurde von Benjamin Telem als Befehlshaber der Marine abgelöst.
Nach seinem Ausscheiden wechselte er in die Privatwirtschaft und war bis 1992 Chief Executive Officer (CEO) der Trans-Israel-Pipeline, die Erdöl von Eilat über Beʾer Scheva nach Aschqelon transportiert. Daneben studierte er Rechtswissenschaften und war nach Abschluss des Studiums auch als Rechtsanwalt tätig.